# Elena Fons
Elena Fons (Sevilla, Espanya, 1873 - ?) fou una cantant d'òpera andalusa. Als deu anys començà en aquella capital començà la seva educació artística i encara no havia acabat Elena els seus estudis, quan l'Ajuntament de Sevilla votà per a ella una pensió de 3.000 pessetes anuals. En el Teatro Real (Madrid) s'estrenà com la Venus del Tannhäuser, aconseguint un notable triomf; i en altres nits cantà amb el mateix èxit les òperes Carmen, L'Orfeo i d'altres. L'abril d'aquell any marxà a la seva vila natal, on en el teatre de San Fernando interpretà el Faust, Aïda i Carmen, i l'Ajuntament de la capital andalusa, en vista dels grans èxits de l'artista, augmentà en 1.000 pessetes la pensió perquè pogués visitar Itàlia. En aquella península la Fons fou molt aplaudida en els millors teatres, com el Dal-Verme de Milà i el de Rossini de Venècia no menys que en el Comunale de Trieste. De retorn a Madrid signà el contracte per al Teatro Real, en què, amb el mateix resultat que en el de la primera aparició en escena, cantà Faust i I Pagliacci. Després cantà en diversos teatres de províncies, tornant al citat coliseu madrileny, com a prima donna, en la temporada de 1896 a 1897. A partir d'aquí no es troben dades d'aquesta cantant per enlloc.